# Гармоні Тауншип (округ Бівер, Пенсільванія)
Гармоні Тауншип (англ. Harmony Township) — селище (англ. township) в США, в окрузі Бівер штату Пенсільванія. Населення — 3187 осіб (2020), 6,9 % яких були українцями.

## Географія
Гармоні-Тауншип розташований у Південно-Східному окрузі Бівер на 40°36′25″ пн. ш. 80°13′13″ зх. д. / 40.60694° пн. ш. 80.22028° зх. д. (40.607217, -80.220321). Селище межує на південному-заході з районом Амбрідж, на заході (через річку Огайо) з містом Алікіппа, на півночі з містечком Баден, а на сході боро Економі. На південно-східній околиці селища, утворено великий Совіклі Крік, теж Бівер Каунті-лайн. На південному-сході в окрузі Аллегені є мічтечко Белл Акрес, Літт Тауншип, а також Летсдейл. 
За даними Бюро перепису населення США, Гармоні-Тауншип має загальну площу 3,1 квадратних милі (7,9 кв. км), з яких 0,15 квадратних милі (0,4 кв. км) або 5,21 % покриті водою.

## Демографія

### Перепис 2010
Згідно з переписом 2010 року, у селищі мешкало 3197 осіб у 1373 домогосподарствах у складі 902 родин. Було 1484 помешкання
Расовий склад населення:
| - 95,5 % — білих - 2,4 % — чорних або афроамериканців - 0,7 % — азіатів - 0,1 % — вихідців з тихоокеанських островів |

До двох чи більше рас належало 1,2 %. Частка іспаномовних становила 1,3 % від усіх жителів.
За віковим діапазоном населення розподілялося таким чином: 20,1 % — особи молодші 18 років, 60,1 % — особи у віці 18—64 років, 19,8 % — особи у віці 65 років та старші. Медіана віку мешканця становила 44,2 року. На 100 осіб жіночої статі у селищі припадало 95,4 чоловіків; на 100 жінок у віці від 18 років та старших — 93,5 чоловіків також старших 18 років.
Середній дохід на одне домашнє господарство становив 61 679 доларів США (медіана — 55 842), а середній дохід на одну сім'ю — 72 312 долари (медіана — 72 582). Медіана доходів становила 48 264 долари для чоловіків та 37 440 доларів для жінок. За межею бідності перебувало 9,1 % осіб, у тому числі 11,3 % дітей у віці до 18 років та 2,2 % осіб у віці 65 років та старших.
Цивільне працевлаштоване населення становило 1708 осіб. Основні галузі зайнятості: освіта, охорона здоров'я та соціальна допомога — 22,1 %, транспорт — 18,1 %, роздрібна торгівля — 10,0 %, науковці, спеціалісти, менеджери — 9,2 %.

### Перепис 2000
Згідно з переписом 2000 року в місті проживало 3 373 людей, 1 439 сімей і 991 сімей, які проживають в селищі. Густота  населення була 1 176,3 чоловік на квадратний кілометр (453.8/км²). В містечку також розташовані 1 509 одиниць житла при середній щільності 526.2/кв. м. (203.0/км²).  
В містечку серед 1 439 домогосподарств, 23.7 % мали дітей у віці до 18 років, які проживають з ними, 55,9 % були подружніми парами, які живуть разом 9.2 % сімейних жінок проживали без чоловіків, і 31,1 % не мали сімей. 28,2 % всіх домогосподарств складаються з окремих осіб, і 19.2 % був хтось живе один, хто був 65 років або старше. Середній розмір домогосподарства становить 2,33 і середній розмір родини був 2.84 людини.
У містечку серед населення 19,1 % жителів проживали у віці до 18 років, 5,3 % — з 18 до 24, 26.9 % — від 25 до 44 років, 21.8 % — від 45 до 64, а також 26,8 %, тих, кому було 65 років або старше. Середній вік становить 44 роки. На кожні 100 жінок було 90.8 чоловіків. На кожні 100 жінок віком 18 років і старше припадало 87.7 чоловіків.
Середній дохід на одне домашнє господарство в місті становило $37,056, а середній дохід на одну сім'ю — $48,824. Чоловіки мали середній дохід від $35,682 проти $24,464 для жінок. Дохід на душу населення у селищі становив $18,663. Близько 2,6 % сімей і 4,7 % населення були нижче межі бідності, у тому числі 4,0 % з тих під віком 18 та 3,9 % — у віці 65 років і старше.